# Linzey Cocker
Linzey Louise Cocker, född 19 maj 1987 i Eccles, Salford, är en brittisk skådespelerska som är mest känd för sina roller som Jade Webb i Drop Dead Gorgeous, Josie i Wild Child och Jess Fisher i Waterloo Road.